# ابهی اشتکار
ابهی واسانت اشتکار (به انگلیسی: Abhay Vasant Ashtekar) (۵ ژوئیهٔ ۱۹۴۹ ‏(۷۵ سال)) فیزیکدان نظری هندی است. به عنوان پدیدآورنده متغیرهای اشتکار، او یکی از بنیانگذاران گرانش کوانتومی حلقه و زیر شاخه آن کیهان‌شناسی کوانتومی حلقه شمرده می‌شود. در سال ۱۹۹۹ اشتکار و همکارانش موفق به محاسبه انتروپی یک سیاهچاله شدند که با پیش‌بینی استیفن هاوکینگ در سال ۱۹۷۴ همخوانی داشت. راجر پنروز نگرش اشتکار به گرانش کوانتومی را «مهمترین تلاشها در کوانتایی سازی نسبیت عام» خوانده‌است.